# Melanotrichus uniformis
Melanotrichus uniformis är en insektsart som beskrevs av Knight 1968. Melanotrichus uniformis ingår i släktet Melanotrichus och familjen ängsskinnbaggar. Inga underarter finns listade i Catalogue of Life.